# Augustin Gilbert

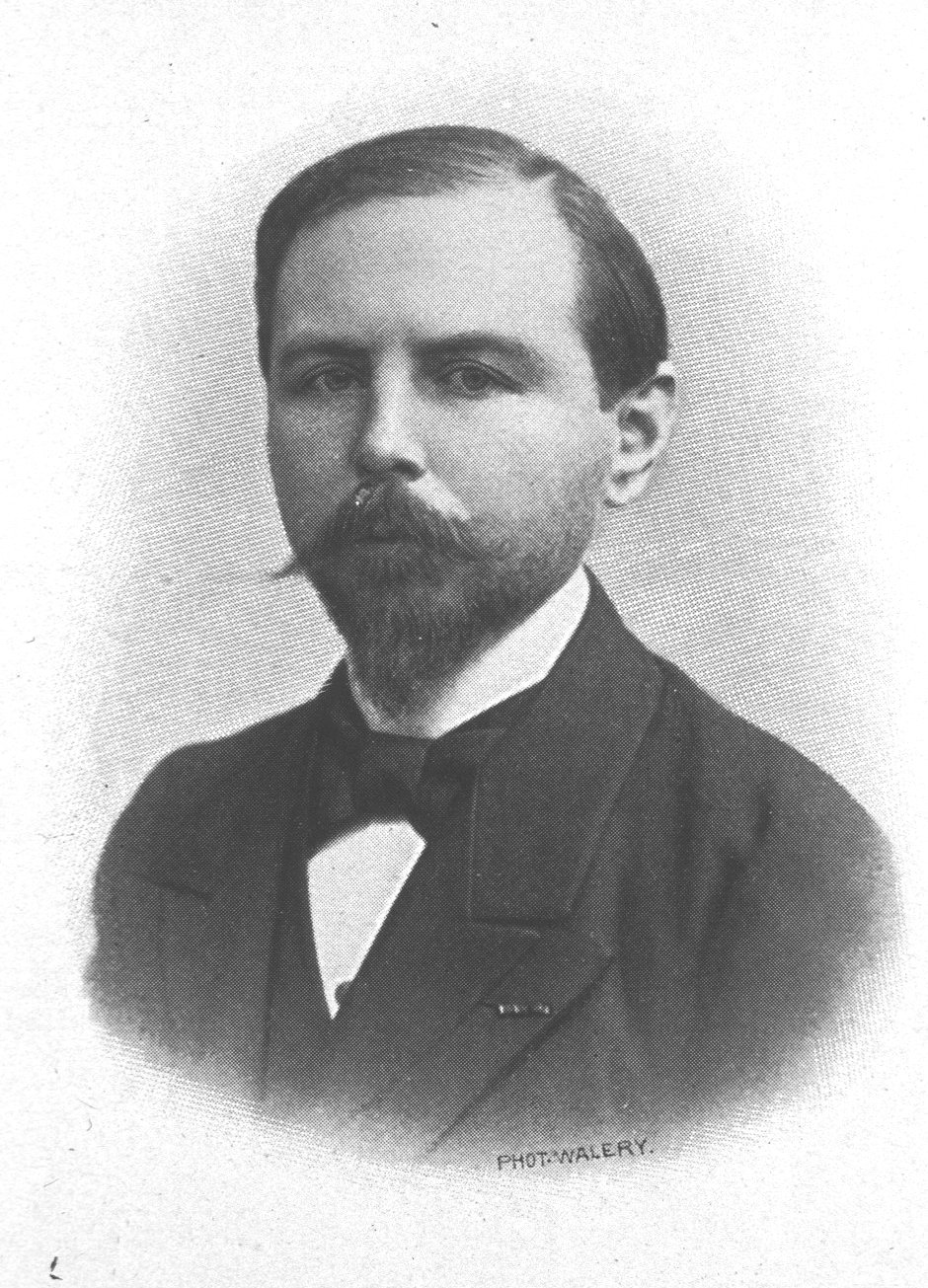
Augustin Gilbert.

Augustin Nicolas Gilbert, född den 15 februari 1858 i Buzancy, Ardennes, död den 4 mars 1927 i Paris, var en fransk läkare. 

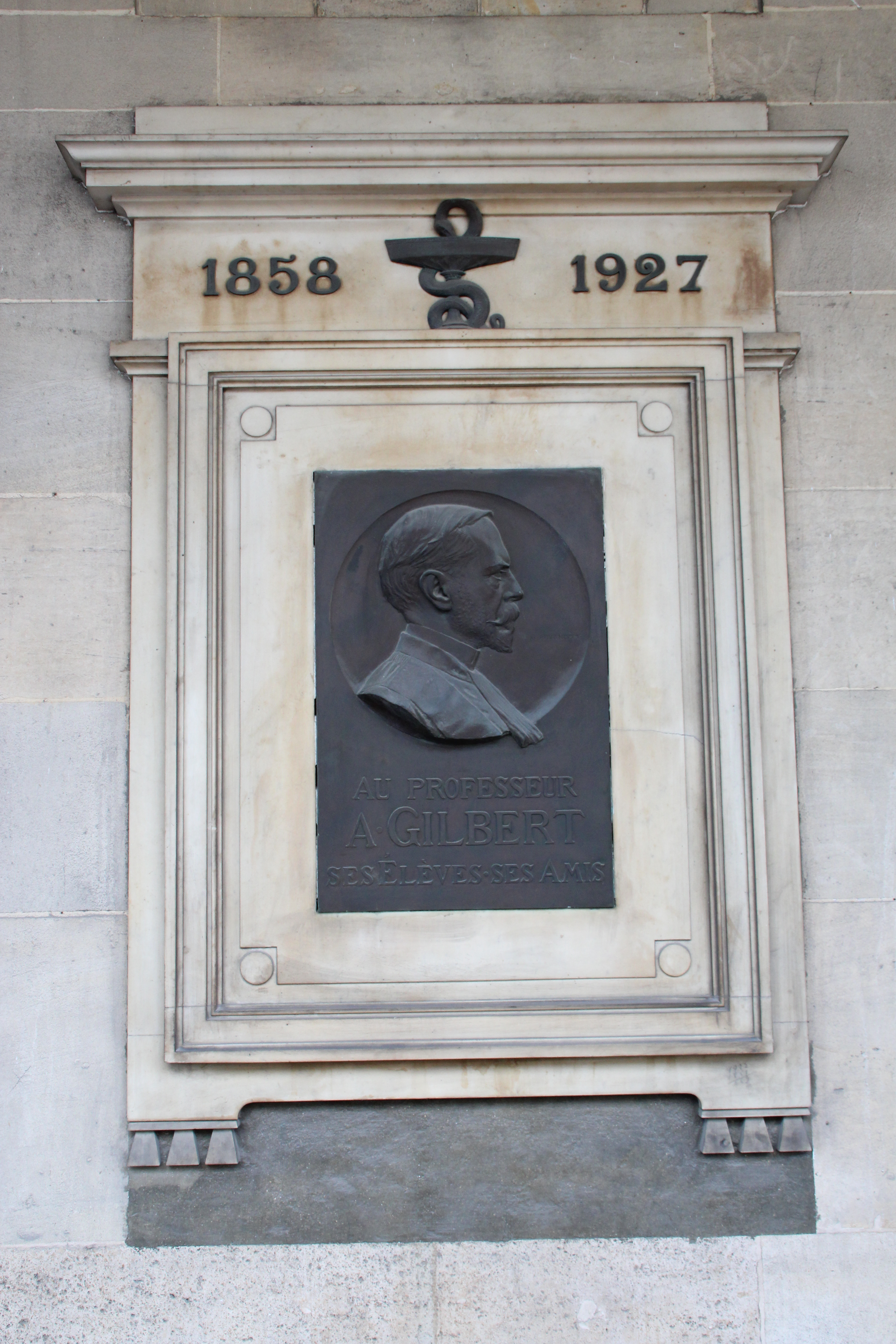
Minnesplakett över Augustin Gilbert på Hôtel-Dieu i Paris.

Gilbert blev medicine doktor vid universitetet i Paris och började arbeta vid Hôtel-Dieu de Paris, där han senare blev professor i terapi (1902) och klinisk medicin (1905). År 1907 blev han ledamot av Académie de médecine. Han offentliggjorde många artiklar och böcker om de mest skilda medicinska ämnen. Tillsammans med Jean Alfred Fournier utgav han Bibliothèque rouge de l'étudiant en médecine och tillsammans med Paul Brouardel och Joseph Girode utgav han mångbandsverket Traité de médecine et de thérapeutique. Tillsammans med neurologen Maurice Villaret forskade han kring portal hypertension. Gilbert är främst ihågkommen för sina insatser inom gastroenterologin och särskilt beskrivningen av en relativt vanlig ärftlig orsak till ökad bilirubin. Idag är denna åkomma känd som Gilberts syndrom och tros bero på brist på ett enzym.